# Синоплотерий
Синоплотерий (лат. Synoplotherium, от др.-греч. σύνοπλος θηρίον «зверь, воюющий вместе»), или дромоцион (лат. Dromocyon, от δρομο- +κύων «быстро бегающая собака») — вымерший род относительно небольших волкоподобных хищников семейства мезонихид. Жили около 50 миллионов лет назад в Северной Америке, останки обнаружены в штате Вайоминг.
Синоплотерии некоторое время сосуществовали, и, возможно, конкурировали с мезониксами — более поздним родом из того же семейства.

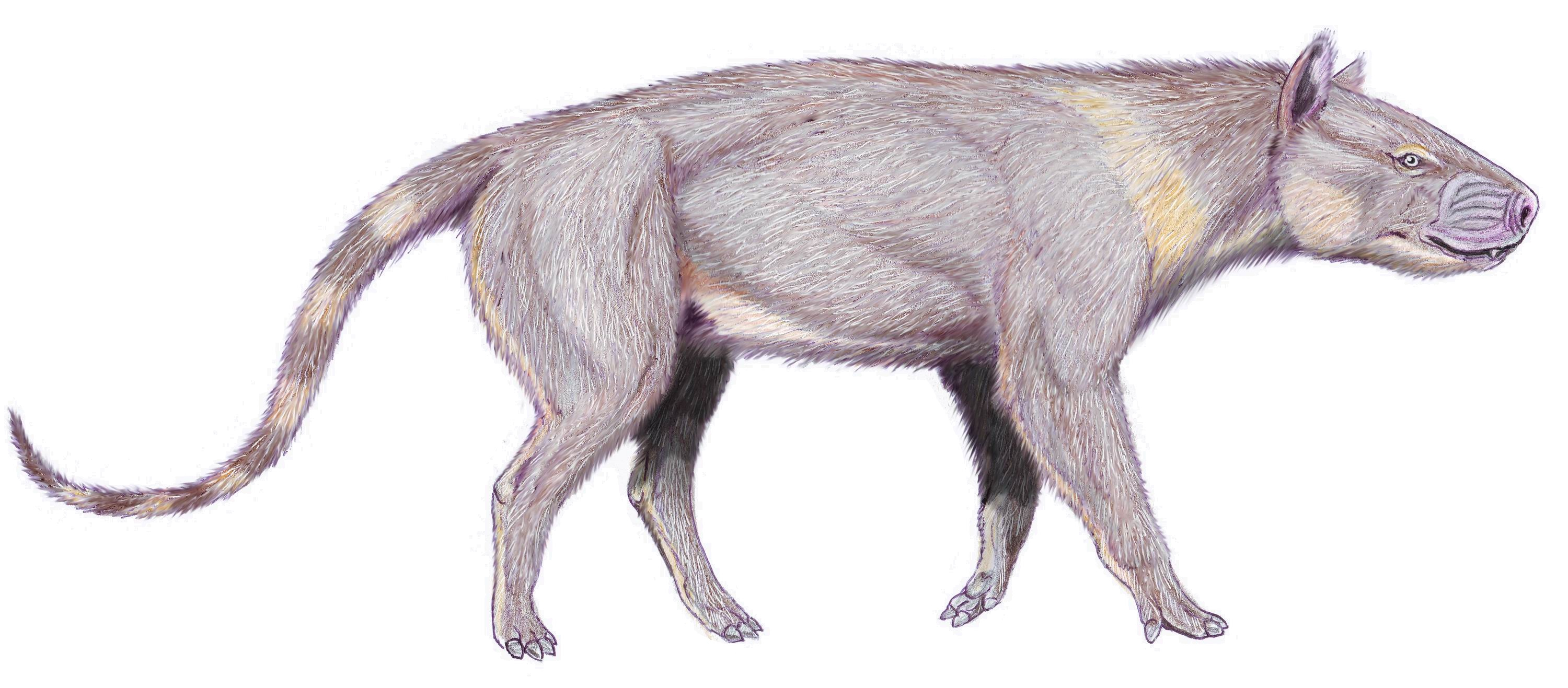
Реконструкция Synoplotherium vorax